# Бояни (зупинний пункт)
Бояни́ — залізничний пасажирський зупинний пункт Івано-Франківської дирекції Львівської залізниці.
Розташований у селі Бояни, Новоселицький район, Чернівецької області на лінії Чернівці-Північна — Ларга між станціями Садгора (17 км) та Новоселиця (12 км).
На платформі зупиняються приміські електропоїзди.